# Серогозский поселковый совет
Серогозский поселковый совет (укр. Сірогозька селищна рада) — входит в состав
Нижнесерогозского района
Херсонской области
Украины.
Административный центр поселкового совета находится в 
пос. Серогозы.

## История
- 1953 — дата образования.

## Населённые пункты совета
- пос. Серогозы